# Джейн, Томас
То́мас Джейн (англ. Thomas Jane; при рождении То́мас Э́ллиотт III (англ. Thomas Elliott III); род. 22 февраля 1969, Балтимор, Мэриленд) — американский актёр и писатель. Трёхкратный номинант на премию «Золотой глобус». Наиболее известен ролями в фильмах «Мгла», «Кровавый четверг», «Соблазн» и «Глубокое синее море».

## Ранние годы
Томас Эллиотт III родился 22 февраля 1969 года в Балтиморе (Мэриленд, США) в семье Томаса Эллиота-младшего, генного инженера и Синтии Джейн, торговки антиквариатом. В его роду были ирландцы, шотландцы, немецкие евреи и индейцы. По окончании школы в 1987 году отправился в Голливуд в надежде стать актёром. Не имея крова, первое время жил в собственной машине и зарабатывал уличными выступлениями: «В моём репертуаре было две песни, которые я задолбал вусмерть — Hey Joe и Knockin' on Heaven's Door. Люди забрасывали меня мелочью, только бы я заткнулся».

## Карьера
Актёрская карьера Томаса Джейна началась в 1987 году с толливудской романтической комедии Padamati Sandhya Ragam, в которой Джейн исполнил одну из главных ролей.
Том сыграл в трёх экранизациях произведений Стивена Кинга — «Ловец снов» (2003), «Мгла» (2007) и «1922» (2017). Он согласился сниматься в фильме «Ловец снов» только потому, что хотел порадовать мать — поклонницу творчества Стивена Кинга.
Томас Джейн сыграл главную роль в фильме «Каратель», основанном на комиксах Marvel об антигерое Карателе, а также озвучил персонажа в двух видео-играх. Также он создал свою собственную книгу комиксов под названием «Bad Planet».
С 2009 по 2011 год актёр исполнял главную роль в телесериале «Жеребец», за что трижды был номинирован на премию «Золотой глобус». Кроме того, в 2009 году Джейн дебютировал как режиссёр, сняв криминальный триллер «Территория тьмы». В 2013 Джейна можно было увидеть в лентах «Хроники ломбарда», «Бешеные гонки» и «Гризли», а в 2014 в триллерах «Белая птица в метели» и «Достань меня, если сможешь», а также в хорроре «Сомния».
В 2016 году состоялась мировая премьера исторического боевика «Крейсер», главную роль в котором исполнил Николас Кейдж. Томас Джейн сыграл в фильме лейтенанта Эдриана Маркса. В 2018 году актёра можно было увидеть в фантастическом боевике «Хищник», продолжении популярной серии фильмов о хищниках. В 2020 году в мировой прокат вышел детектив Питера Фачинелли «Час истины», в котором Томас Джейн исполнил одну из главных ролей.

## Личная жизнь
С 1989 по 1995 год Томас Джейн был женат на Аише Хауэр, дочери актёра Рутгера Хауэра.
С 2006 по 2011 год Джейн был женат на актрисе Патрисии Аркетт. После развода супруги делят совместную опеку над общей дочерью Харлоу Оливией Каллиоп, родившейся 20 февраля 2003 года.

## Избранная фильмография
| Год          |     | Русское название                 | Оригинальное название             | Роль                           |
| ------------ | --- | -------------------------------- | --------------------------------- | ------------------------------ |
| 1992         | ф   | Баффи — истребительница вампиров | Buffy The Vampire Slayer          | Зеф                            |
| 1993         | ф   | Немезида                         | Nemesis                           | Билли                          |
| 1996         | ф   | Ворон 2: Город ангелов           | The Crow: City of Angels          | Немо                           |
| 1997         | тф  | Секреты Голливуда                | Hollywood Undercover              | Ли                             |
| 1997         | ф   | Самоубийство                     | The Last Time I Committed Suicide | Нил Кессиди                    |
| 1997         | ф   | Без лица                         | Face/Off                          | Бёрк Хикс                      |
| 1997         | ф   | Ночи в стиле буги                | Boogie Nights                     | Тодд Паркер                    |
| 1998         | ф   | Кровавый четверг                 | Thursday                          | Кейси                          |
| 1998         | ф   | Скоростной Гэри                  | The Velocity of Gary              | Гэри                           |
| 1998         | ф   | Тонкая красная линия             | The Thin Red Line                 | рядовой Эш                     |
| 1999         | ф   | Глубокое синее море              | Deep Blue Sea                     | Картер Блейк                   |
| 1999         | ф   | Магнолия                         | Magnolia                          | молодой Джимми Гейтор          |
| 1999         | ф   | Молли                            | Molly                             | Сэм                            |
| 2000         | ф   | Под подозрением                  | Under Suspicion                   | детектив Феликс Оуэнс          |
| 2001         | тф  | 61: История рекорда              | 61*                               | Майки Ментл                    |
| 2001         | ф   | Соблазн                          | Original Sin                      | Билли / Уолтер Доунс / Мефисто |
| 2001         | ф   | Рай                              | Eden                              | Дов                            |
| 2002         | ф   | Милашка                          | The Sweetest Thing                | Питер Донахью                  |
| 2003         | ф   | Ловец снов                       | Dreamcatcher                      | Генри                          |
| 2003         | ф   | Стандер                          | Stander                           | Андре Стандер                  |
| 2004         | ф   | Каратель                         | The Punisher                      | Каратель / Фрэнк Касл          |
| 2007         | ф   | Мгла                             | The Mist                          | Дэвид Дрейтон                  |
| 2008         | ф   | Хроники мутантов                 | The Mutant Chronicles             | Митч Хантер                    |
| 2008         | ф   | Киллер                           | Killshot                          | Уэйн Колсон                    |
| 2009         | ф   | Отправь их в ад, Мэлоун!         | Give ’em Hell, Malone             | Мэлоун                         |
| 2009         | ф   | Территория тьмы                  | Dark Country                      | Дик / Бладфейс                 |
| 2009—2011    | с   | Жеребец                          | Hung                              | Рэй Дрекер                     |
| 2010         | ф   | Скотт Пилигрим против всех       | Scott Pilgrim vs. the World       | полицейский-веган              |
| 2010         | мф  | Витрина DC: Джона Хекс           | DC Showcase: Jonah Hex            | Джона Хекс                     |
| 2011         | ф   | Я устал от тебя                  | I Melt with You                   | Ричард                         |
| 2012         | кор | Каратель: Грязная стирка         | The Punisher: Dirty Laundry       | Каратель / Фрэнк Касл          |
| 2013         | ф   | Хроники ломбарда                 | Pawn Shop Chronicles              | Тот самый                      |
| 2014         | ф   | Белая птица в метели             | White Bird in a Blizzard          | детектив Сайзишез              |
| 2014         | ф   | Бешеные гонки                    | Drive Hard                        | Питер Робертс                  |
| 2014         | ф   | Достань меня, если сможешь       | Reach Me                          | Вулфи                          |
| 2015         | ф   | Добро пожаловать в рай           | Vice                              | Рой                            |
| 2015—2019    | с   | Пространство                     | The Expanse                       | детектив Джо Миллер            |
| 2016         | ф   | Некуда бежать                    | Standoff                          | Картер Грин                    |
| 2016         | ф   | Вуаль                            | The Veil                          | Джим Джейкобс                  |
| 2016         | ф   | Сомния                           | Before I Wake                     | Марк Хобсон                    |
| 2016         | ф   | Крейсер                          | USS Indianapolis: Men of Courage  | лейтенант Эдриан Маркс         |
| 2017         | ф   | Жаркие летние ночи               | Hot Summer Nights                 | сержант Фрэнк Кэлхун           |
| 2017         | ф   | 1922                             | 1922                              | Уилфред Джеймс                 |
| 2018         | ф   | Аксель                           | A.X.L.                            | Чак Хилл                       |
| 2018         | ф   | Хищник                           | The Predator                      | Баксли                         |
| 2019         | ф   | Полицейский седан                | Crown Vic                         | Рэй Мандел                     |
| 2020         | ф   | Час истины                       | The Vanished / Hour of Lead       | Пол                            |
| 2020         | в   | Брешь                            | Breach                            | адмирал Кирнан Адамс           |
| 2020         | ф   | Денежный самолёт                 | Money Plane                       | Гарри Грир                     |
| 2020         | ф   | Беги, прячься, бей               | Run Hide Fight                    | Тодд Халл                      |
| 2021         | ф   | Последний сын                    | The Last Son                      | Соломон                        |
| 2021         | ф   | Апачи-Джанкшен                   | Apache Junction                   | Эл Лонгфелло                   |
| 2021         | ф   | Предупреждение                   | Warning                           | Дэвид                          |
| 2022         | в   | Вендетта. Банды Атланты          | Vendetta                          | Данте                          |
| 2022         | ф   | Убийство в Йеллоустоун-Сити      | Murder at Yellowstone City        | Таддеус Мерфи                  |
| 2022         | ф   | Подкоп                           | Dig                               | Скотт Бреннан                  |
| 2022         | ф   | Стримеры                         | Slayers                           | Эллиот Джонс                   |
| 2022 — н. в. | с   | Багровое озеро                   | Troppo                            | Тед Конкаффи                   |
| 2023         | ф   | Один рейнджер                    | One Ranger                        | Алекс Тайри                    |
| 2024         | ф   | Боско                            | Bosco                             | Хант                           |
|              | ф   | Грязная игра                     | Play Dirty                        |                                |

## Награды и номинации
| Год  | Название               | Награда                                    | Категория                                                        | Результат |
| ---- | ---------------------- | ------------------------------------------ | ---------------------------------------------------------------- | --------- |
| 1998 | «Ночи в стиле буги»    | Круг кинокритиков Флориды                  | Лучший актёрский состав в игровом кино                           | Победа    |
| 1998 | «Ночи в стиле буги»    | Премия Гильдии киноактёров США             | Лучший актёрский состав в игровом кино                           | Номинация |
| 1999 | «Тонкая красная линия» | Спутник                                    | Лучший актёрский состав в игровом кино                           | Победа    |
| 2001 | «61*»                  | Online Film & Television Association Award | Лучшая мужская роль в мини-сериале или телефильме                | Номинация |
| 2010 | «Жеребец»              | Золотой глобус                             | Лучшая мужская роль в телевизионном сериале — комедия или мюзикл | Номинация |
| 2010 | «Жеребец»              | Online Film & Television Association Award | Лучшая мужская роль в телевизионном сериале — комедия или мюзикл | Номинация |
| 2010 | «Жеребец»              | Спутник                                    | Лучшая мужская роль в телевизионном сериале — комедия или мюзикл | Номинация |
| 2011 | «Жеребец»              | Золотой глобус                             | Лучшая мужская роль в телевизионном сериале — комедия или мюзикл | Номинация |
| 2011 | «Жеребец»              | Online Film & Television Association Award | Лучшая мужская роль в телевизионном сериале — комедия или мюзикл | Номинация |
| 2012 | «Жеребец»              | Золотой глобус                             | Лучшая мужская роль в телевизионном сериале — комедия или мюзикл | Номинация |